# قرينة البراءة

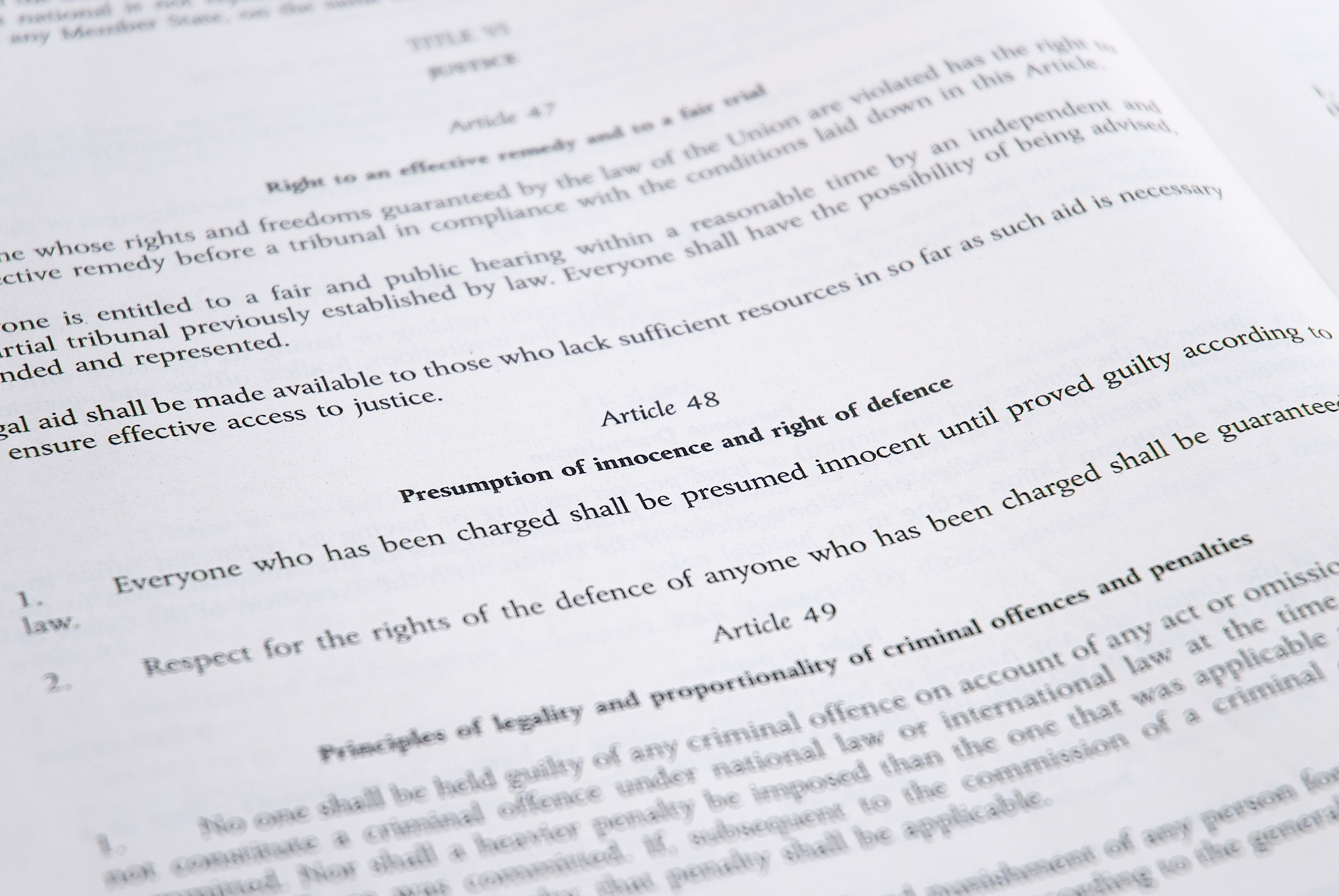

قرينة البراءة أحد أبرز مقومات المحاكمة العادلة وهو المبدأ القانوني الذي يعتبر الشخص بريء ما لم تثبت إدانته. وقد تم التعبير عنها تقليديا («عبء الإثبات يقع على من يدّعي، ليس على من ينكر»).
في العديد من الدول، يُعتبر افتراض البراءة حقًا قانونيًا للمتهم في محاكمة جنائية، وهو حق إنساني دولي بموجب إعلان الأمم المتحدة العالمي لحقوق الإنسان، المادة 11. وبافتراض البراءة، فإن عبء الإثبات القانوني هو وبالتالي على النيابة، التي يجب جمع وتقديم أدلة مقنعة إلى الحقيقة. وهكذا فإن الأمر الواقعي (قاض أو هيئة محلفين) مقيَّد بأمر من القانون للنظر فقط في الأدلة الفعلية والشهادات المقدمة في المحكمة. ويجب أن يثبت الادعاء في معظم الحالات أن المتهم مذنب بما لا يدع مجالا للشك. إذا بقي شك معقول، فيجب تبرئة المتهم.

## التاريخ

### الشريعة الإسلامية
وعلى غرار القانون الروماني، فإن الشريعة الإسلامية تحمل أيضًا المبدأ القائل بأن البيّنة على المتهِم أو المدعي بناءً على حديث موثق من الإمام النووي. كما أن «الظنّ» مستقبح جدّا، وهذا أيضا من حديث رواه الإمام البخاري والإمام مسلم «إيّاكم والظنّ فإن الظنّ أكذب الحديث».
بعد زمن النبي محمد صلى الله عليه وسلم، تم الاستشهاد برواية الخليفة الرابع علي بن أبي طالب رضي الله عنه قائلا: «ادْرَؤوا اَلْحُدُودَ بِالشُّبُهَاتِ». مسلم بن الحجاج.

### العصور الوسطى في أوروبا
بعد سقوط الإمبراطورية الرومانية، تراجعت أوروبا عن القانون الإقطاعي. وشمل ذلك بعض العادات، بما في ذلك الذنب المفترض. يمكن أن يثبت المتهم براءته من خلال، الاثنا عشر شخصًا الذين يقسمون أنه لم يكن بإمكانه القيام بما تم اتهامه. هذا يميل إلى تفضيل النبلاء على الطبقات الدنيا.
افتراض البراءة يؤكد أن الادعاء ملزم بإثبات كل عنصر من عناصر الجريمة بما لا يدع مجالًا للشك معقول (أو مستوى آخر من الإثبات يعتمد على نظام العدالة الجنائية) وأن المتهم لا يحمل عبء الإثبات." غالباً ما يتم التعبير عن هذا الأمر في العبارة البريئة حتى تثبت إدانته، التي صاغها المحامي الإنجليزي السير ويليام جارو (1760–1840). أصر جارو على أن المتهمين قد تم اختبارهم بشكل قوي في المحكمة، ويجب على المراقب الموضوع بمنصب المحلف أن يكون بين يديه استنتاج معقول أن المدعى عليه ارتكب الجريمة بالتأكيد.
وقد تم التعبير عن افتراض البراءة في الأصل من قبل الكاردينال والفقيه الفرنسي جان ليموان في عبارة «البند المفترض البوارث الأبرياء (أي شخص يُفترض أنه بريء حتى تثبت إدانته)»، استناداً إلى الاستدلال القانوني بأن معظم الناس ليسوا مجرمين. ومع ذلك، لم يقتصر هذا على حقيقة أن عبء الإثبات يقع على عاتق الادعاء في قضية جنائية، بل على الحماية التي ينبغي على المدعى عليه أن يوجه إليها إشعارًا سابقًا بالاتهام الموجه ضده، والحق في المواجهة، والحق في محامي، إلخ. ويعتبر حرفيا دليلا مواتيا للمتهم الذي يعلق تلقائيا في المحاكمة. يتطلب الأمر أن يكون القائم بالحقيقة، سواء كان محلفًا أو قاضًا، يبدأ بافتراض أن الدولة غير قادرة على دعم تأكيدها. لضمان الحفاظ على هذه الحماية القانونية، فإن مجموعة من ثلاثة قواعد ذات صلة تحكم إجراء المحاكمات الجنائية. يعني الافتراض:
فيما يتعلق بالوقائع الهامة للقضية - سواء كانت الجريمة التي تم ارتكابها وارتكبت وما إذا كان المدعى عليه هو الشخص الذي ارتكب الجريمة - فإن الدولة تتحمل كامل عبء الإثبات.
فيما يتعلق بالحقائق النقدية للقضية، فإن المدعى عليه لا يحمل أي عبء إثبات على الإطلاق. لا يتعين على المدعى عليه الشهادة أو استدعاء الشهود أو تقديم أي دليل آخر، وإذا اختار المدعى عليه عدم الشهادة أو تقديم الأدلة، فلا يمكن استخدام هذا القرار ضدهم.
لا يحق للجنة المحلفين أو القاضي استنباط أي استنتاجات سلبية من حقيقة اتهام المدعى عليه بجريمة ويكون موجودًا في المحكمة ويمثله محام. يجب أن يقرروا القضية فقط على الأدلة المقدمة خلال المحاكمة.
في جميع أنحاء شبكة القانون الجنائي الإنجليزي، هناك خيط ذهبي دائمًا يمكن رؤيته - أنه من واجب النيابة العامة أن يبرهن على أن مذنبة السجين تخضع لما ذكرته سابقاً للدفاع عن الجنون، كما تخضع لأي استثناء قانوني

## الحق الأساسي
هذا الحق مهم للغاية في الديمقراطيات الحديثة والملكيات الدستورية والجمهوريات التي أدرجها الكثيرون صراحة في قوانينها ودساتيرها القانونية:
ينص الإعلان العالمي لحقوق الإنسان، المادة 11، على ما يلي: «لكل شخص متهم بجريمة أن يكون بريئًا حتى تثبت إدانته وفقًا للقانون في محاكمة علنية يتمتع فيها بكل الضمانات اللازمة للدفاع عنه». .
- تقول اتفاقية حماية حقوق الإنسان والحريات الأساسية في مجلس أوروبا (المادة 6-2): «يُفترض أن كل شخص متهم بجريمة جنائية بريء حتى تثبت إدانته وفقاً للقانون». تم تبني هذه الاتفاقية بموجب معاهدة وهي ملزمة لجميع أعضاء مجلس أوروبا. في الوقت الحالي (وفي أي توسع متوقع في الاتحاد الأوروبي)، فإن كل عضو في الاتحاد الأوروبي عضو أيضًا في مجلس أوروبا، وهذا يعني أن أعضاء الاتحاد الأوروبي هم بطبيعة الحال. ومع ذلك، فإن هذا التأكيد يتم تكراره حرفياً في المادة 48 من ميثاق الحقوق الأساسية للاتحاد الأوروبي
- في كندا، تنص المادة 11 (د) من الميثاق الكندي للحقوق والحريات: «يحق لأي شخص متهم بارتكاب جريمة أن يُعتبر بريئًا حتى تثبت إدانته وفقًا للقانون في جلسة استماع عادلة وعلنية من قبل محكمة مستقلة ونزيهة».
- ينص الإعلان العالمي لحقوق الإنسان، المادة 11، على ما يلي: «لكل شخص متهم بجريمة أن يكون بريئًا حتى تثبت إدانته وفقًا للقانون في محاكمة علنية يتمتع فيها بكل الضمانات اللازمة للدفاع عنه». .
- ينص الدستور الكولومبي، الفصل الثاني، الفصل الأول، المادة 29 على أن «كل شخص يُعتبر بريئًا حتى تثبت إدانته وفقًا للقانون».
- في فرنسا، تبدأ المادة 9 من إعلان حقوق الإنسان والمواطن 1789، والتي لها قوة القانون الدستوري،: «أي شخص يُعتبر بريئًا حتى يُعلن أنه مذنب...». ينص قانون الإجراءات الجنائية في مقالته الأولية على أنه «يُفترض أن أي شخص يشتبه في ارتكابه أو مقاضاته بريء طالما لم تثبت إدانته»، ويكرر اليمين الدستوري هذا التوكيد (المادة 304) ومع ذلك، هناك اعتقاد خاطئ شائع بأنه بموجب القانون الفرنسي، يُفترض أن المتهم مذنب حتى تثبت براءته.[8] [9]
- في إيران، تنص المادة 37 من دستور جمهورية إيران الإسلامية على ما يلي: «ينبغي افتراض البراءة، ولا يجوز إدانة أي شخص بتهمة ما لم تثبت محكمة مختصة ذنبه».[10]
- في إيطاليا، تنص الفقرة الثانية من المادة 27 من الدستور على ما يلي: «يعتبر المدعى عليه غير مذنب حتى يتم إقرار الحكم النهائي.» [11]
- في رومانيا، تنص المادة 23 من الدستور على أنه «يُفترض أن أي شخص بريء حتى تثبت إدانته بقرار نهائي من المحكمة».
- ينص دستور روسيا، في المادة 49، على أن «كل شخص متهم بجريمة يعتبر غير مذنب حتى تثبت إدانته وفقا للقانون الاتحادي وقد تم إثباته من خلال الحكم الصحيح الصادر عن محكمة قضائية». . كما ينص على أن «المدعى عليه غير ملزم بإثبات براءته» و «أي تفسير معقول يفسر لصالح المدعى عليه».
- في دستور جنوب أفريقيا، تنص المادة 35 \ من وثيقة الحقوق على ما يلي: "لكل متهم الحق في محاكمة عادلة، تشمل الحق في افتراض براءته، والبقاء صامتين، وعدم الإدلاء بالشهادة". خلال الاجراءات ".
- على الرغم من أن دستور الولايات المتحدة لا يذكرها صراحةً، فإن افتراض البراءة أمر مترقب على نطاق واسع من التعديلات الخامسة والسادسة والرابعة عشرة. إن قضية Coffin v. United States (1895) أنشأت افتراض براءة الأشخاص المتهمين بارتكاب جرائم.
- في نيوزيلندا، ينص قانون الحقوق في نيوزيلندا لعام 1990، في جملة أمور، على المادة 25 (ج) «لكل فرد متهم بارتكاب جريمة، فيما يتعلق بتحديد التهمة، الحقوق الدنيا التالية: (ج) الحق في يكون بريئًا حتى تثبت إدانته وفقًا للقانون»[12]

## الممارسات الحديثة
تم إجراء تغييرات المملكة المتحدة التي تؤثر على هذا المبدأ. قد تظهر الإدانات السابقة للمدعى عليهم في ظروف معينة إلى هيئات المحلفين. على الرغم من أن المشتبه به ليس مجبراً على الإجابة عن الأسئلة بعد القبض عليه رسمياً، فقد يكون عدم تقديم المعلومات ضاراً في المحاكمة. كما يوجد قانون النظام الأساسي الذي ينص على عقوبات جنائية لفشل في فك تشفير البيانات بناء على طلب من الشرطة. إذا كان المشتبه به غير راغب في القيام بذلك، فهو يعد جريمة. وبالتالي يمكن إدانة المواطنين وسجنهم دون أي دليل على أن المواد المشفرة غير قانونية. وعلاوة على ذلك، في حالات الجرائم الجنسية مثل الاغتصاب، حيث ثبت بالفعل أن الفعل الجنسي لا يدع مجالًا للشك، هناك عدد محدود من الحالات التي يكون فيها على المدعى عليه التزام بتقديم دليل على أن مقدم الشكوى قد وافق على الفعل الجنسي، أو أن يعتقد المدعى عليه بشكل معقول أن صاحب الشكوى كان يوافق. وتشمل هذه الظروف، على سبيل المثال، أين كان صاحب الشكوى فاقد الوعي أو احتجز بصورة غير قانونية أو تعرض للعنف.